# Кропштедт

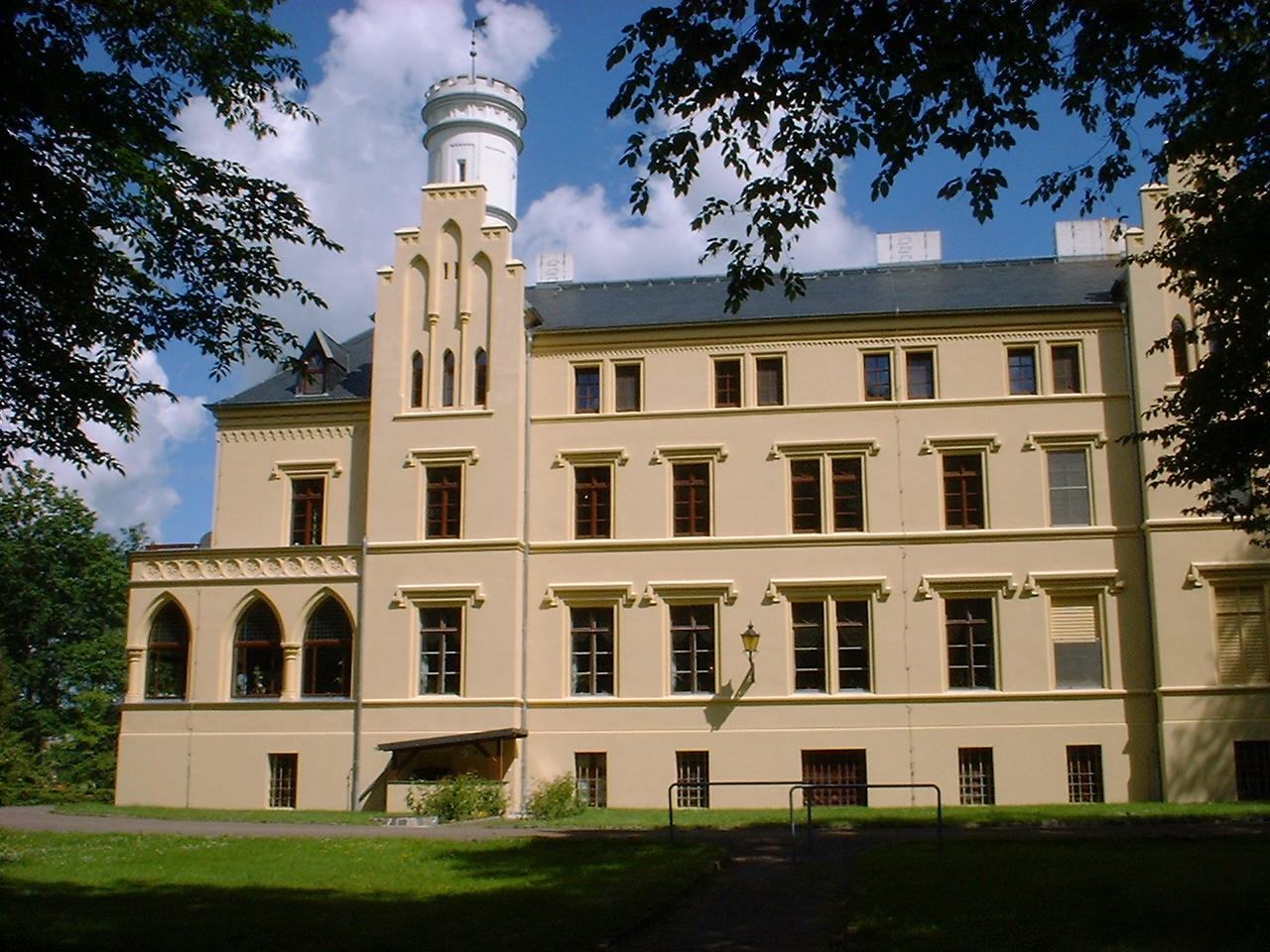
Замок

Кропштедт (нем. Kropstädt) — деревня в Германии, в земле Саксония-Анхальт. 
Входит в состав города Виттенберг района Виттенберг. Население составляет 1315 человек (на 31 декабря 2006 года). Занимает площадь 32,13 км².
Ранее Кропштедт имел статус общины (коммуны). 1 января 2010 года вошёл в состав города Виттенберг.

## Достопримечательности
Замок Кропштедт, построенный в 1855—1856 годах. С 2013 года там действует отель.